# ルリトラノオ
ルリトラノオ（瑠璃虎の尾、学名：Pseudolysimachion subsessile）は、オオバコ科ルリトラノオ属の多年草。

## 概要
岐阜県揖斐郡揖斐川町（旧春日村）と滋賀県米原市伊吹山の山頂部の草地に自生している。瑠璃色をした虎の尾に似た花であることが和名の由来である。種小名のsubsessileは、「無柄に近い」を意味する。葉が輪生するクガイソウに似ているが、葉が対生する。茎の先に総状花序に多数の青紫色の花を付ける。茎はまっすぐに伸び、高さ1 mほどになる。1本の茎から茎が分岐して多数の花を咲かせるものがある。開花時期は7月下旬-8月。観賞用として白花品もあり、花壇などでも栽培されている。

## 種の保全状況評価
絶滅危惧II類 (VU)（環境省レッドリスト）
環境省のレッドリストの絶滅危惧II類(VU)に指定されている。総個体数は約3,000であると推定されている。
岐阜県で「情報不足」、滋賀県「分布上重要種」に指定されている。

## 近縁種
- エゾルリトラノオ（Pseudolysimachion kiusianum ssp. miyabei）
- キタダケトラノオ（Pseudolysimachion kiusianum var. kitadakemontanum）
- ヤマルリトラノオ（Pseudolysimachion kiusianum ssp. miyabei var. japonica ）分布は山形、近畿の日本海側。

## 関連画像

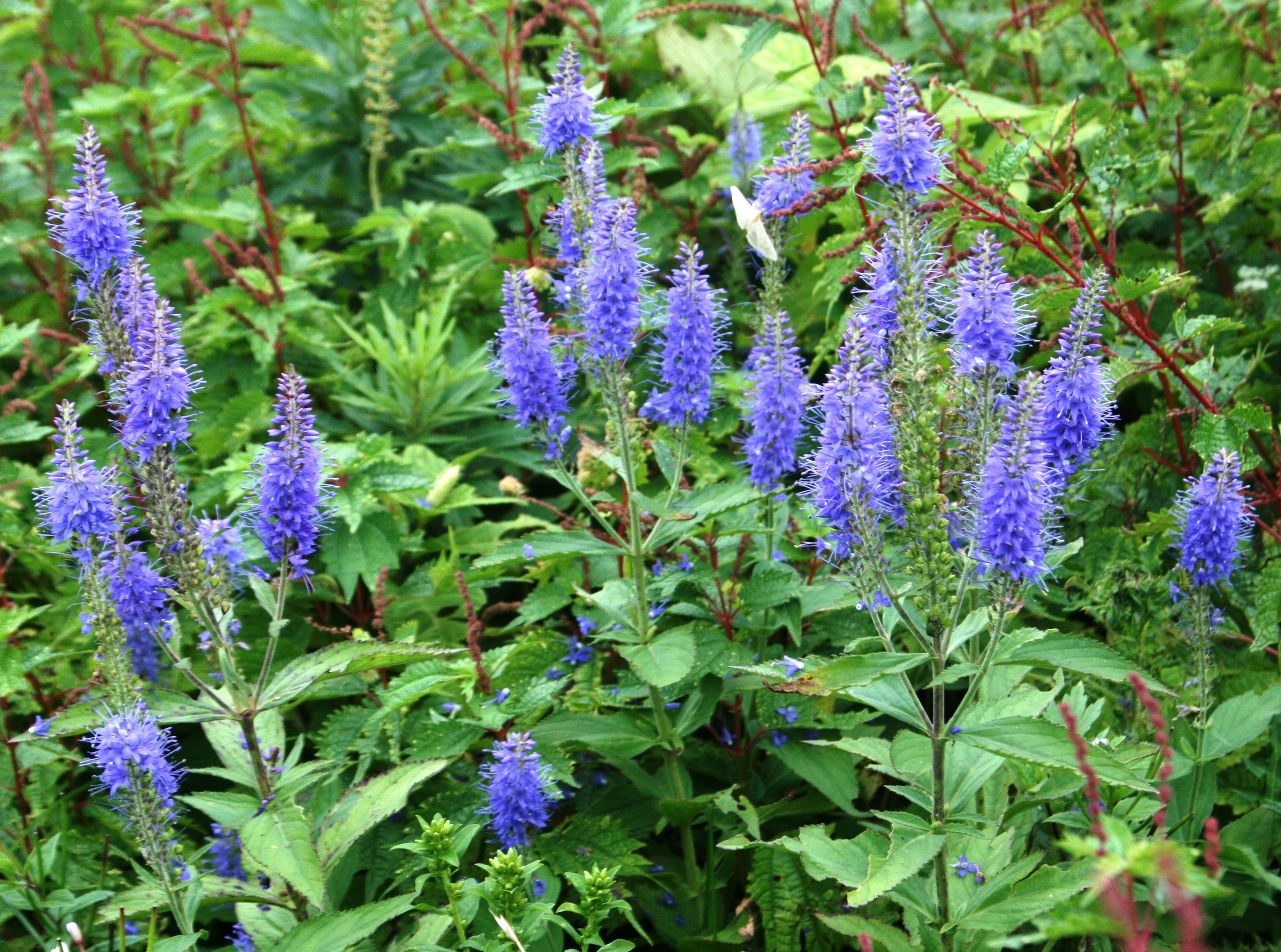
伊吹山のルリトラノオの群落、1本の茎から茎が分岐して多数の花を咲かせるものがある。
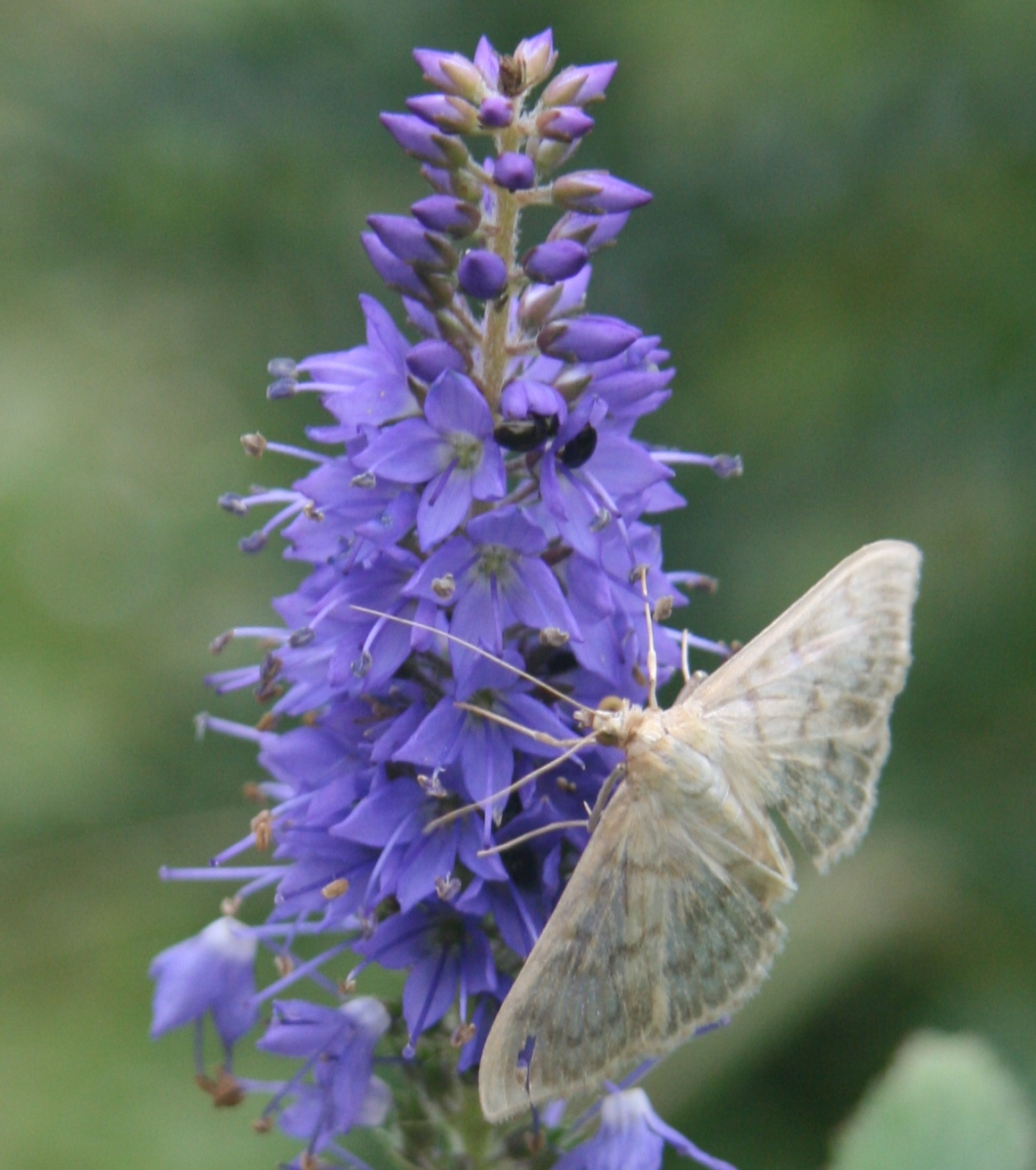
ルリトラノオの花を蜜を吸う蛾
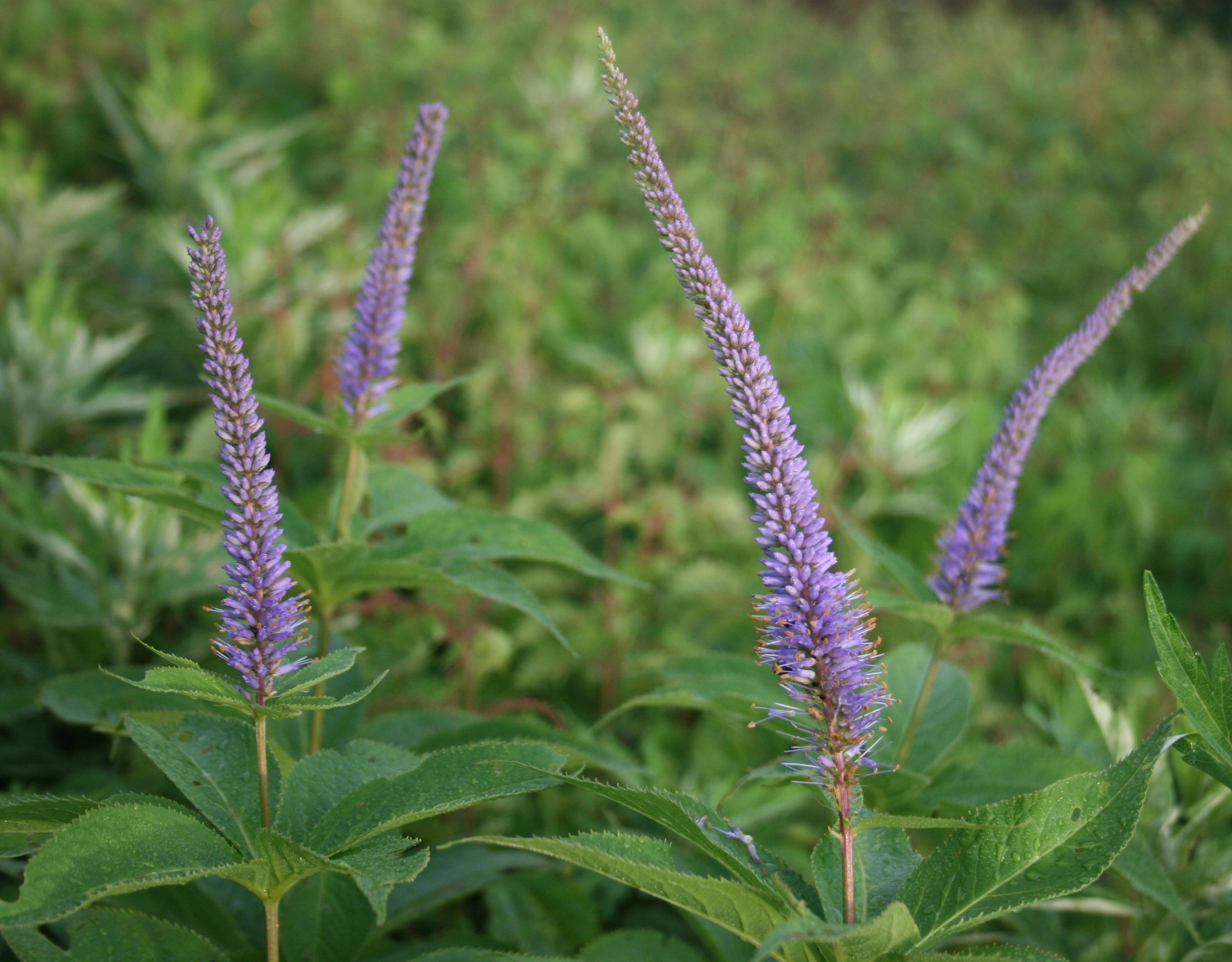
葉が輪生するクガイソウ